# تشارلز نيكولا
تشارلز نيكولا (بالفرنسية: Charles Nicolas)‏ (5 يونيو 1916 بريست فرنسا - 1 مايو 1984 رين فرنسا) هو لاعب كرة قدم فرنسي سابق كان يلعب كلاعب وسط.

## وصلات خارجية
تشارلز نيكولا على موقع قاعدة بيانات كرة القدم.إي يو (الإنجليزية)